# ソフィア・ヤンソン

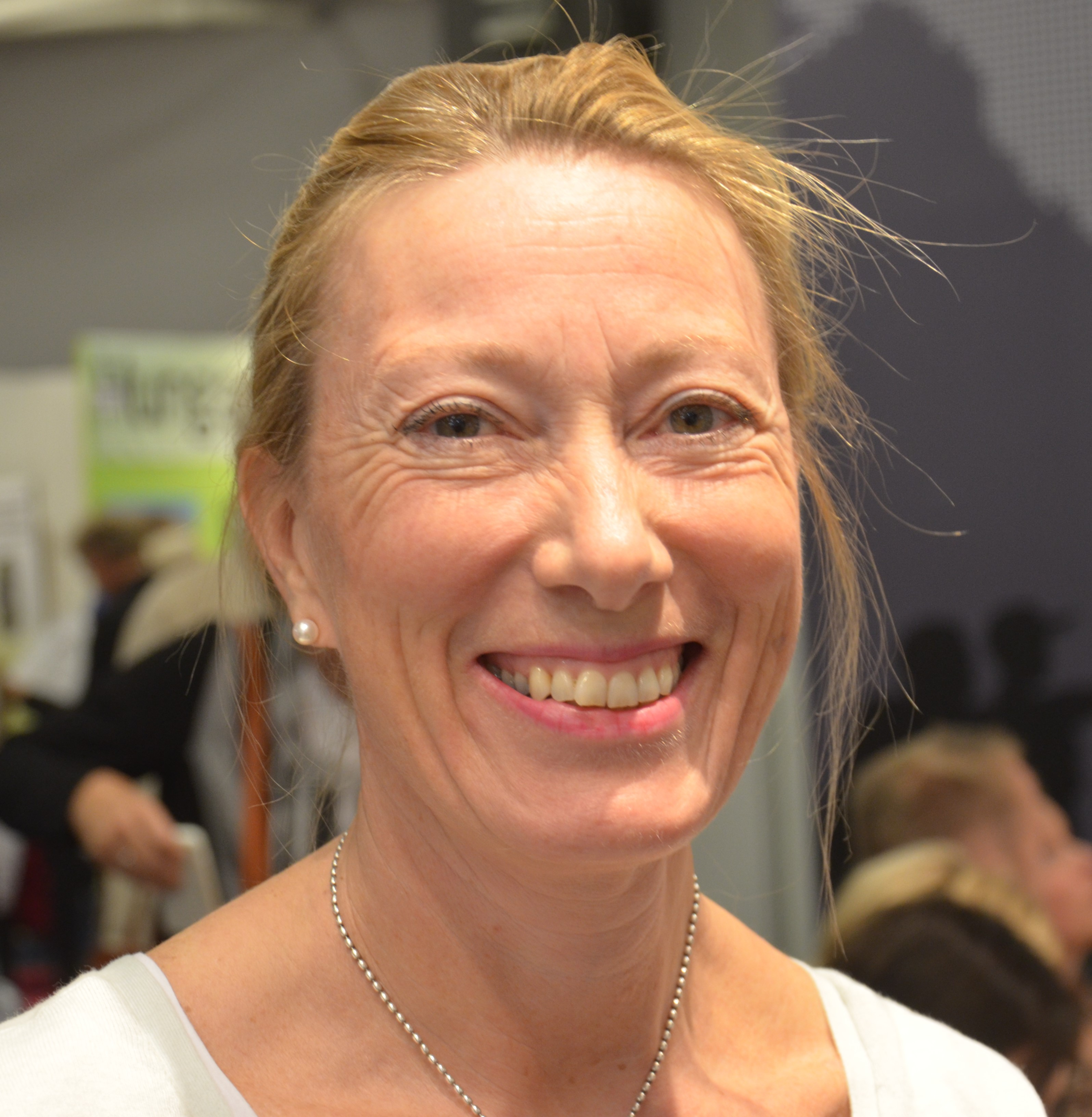
Sophia Jansson

ソフィア・ヤンソン（Sophia Jansson、1962年 - ）は、ムーミンシリーズの小説の原作者トーベ・ヤンソンの姪。父はトーベの末弟で、漫画版『ムーミン』の共著者でもあるラルス・ヤンソン。ムーミンの著作権管理会社であるムーミンキャラクターズ社（Oy Moomin Characters, Ltd.）のクリエイティブディレクター兼会長を務め、「ムーミン一家にまつわるさまざまな舵取り」を行っている。

## 家族
ソフィアは叔母のトーベに非常に可愛がられ、彼女とトーベ、ラルスの母シグネ（ソフィアの祖母にあたる）の事を主役にした小説『少女ソフィアの夏』が書かれている。この小説には、トーベ自身も出ている。

## ムーミンの権利者として
ソフィアはムーミンの権利者として、行き過ぎたグッズの流通・販売などを監視している。このために、アメリカのディズニー社との契約は行っておらず、今後も行わない方針だそうである。
日本で製作された1969年版と1972年版のアニメーション『ムーミン』のキャラクターデザインやストーリーについて、原作者であるトーベは生前に難色を示していた。この遺志を受け継ぎ、現在の権利者「ムーミンキャラクターズ社」(代表はソフィア)は当該作品を公式には認めない方針を貫いており、現在に至るまで大変人気のある作品であるにもかかわらず、旧式メディアのVHSやレーザーヴィジョンディスクLDでの発売にとどまり(2015年現在、いずれも廃盤)、1990年の『楽しいムーミン一家』放送開始以降は、テレビの再放送や現行メディア（Blu-ray DiscやDVD）の開発・発売は見合わされている。また、YouTubeやニコニコ動画に、無断で大量にアップロードされていた映像についても、ムーミンキャラクターズ社によるサイト運営管理会社に対する削除申し立ての結果、削除されており、合法、非合法は別としても、旧作ファンの鑑賞の機会は著しく限られている。
一方、アニメーション『楽しいムーミン一家』の製作にはトーベとラルスが関わっており、ムーミンキャラクターズ社の公認を受けている。この番組は、ヤンソン一家の住むフィンランドを含め世界中で放映されており、製作当時の主要ソフトであるVHSはもとより、近年のソフトフォーマットであるDVDやBlu-ray Discでも発売されている。